# David Price
David Price (n. 6 iulie 1983, Liverpool, Anglia, Regatul Unit) este un boxer ce a reprezentat Regatul Unit al Marii Britanii și al Irlandei de Nord, medaliat olimpic. A participat la o ediție a Jocurilor Olimpice (2008) în care a câștigat o medalie de bronz.